# Völkl
Völkl Ski International, GmbH er en tysk skisportudstyrsproducent, der producerer ski, snowboard og overtøj. Virksomheden er baseret i Straubing, Niederbayern, hvor den blev etableret af Georg Völkl i 1923.